# Muhsin ibn Ali

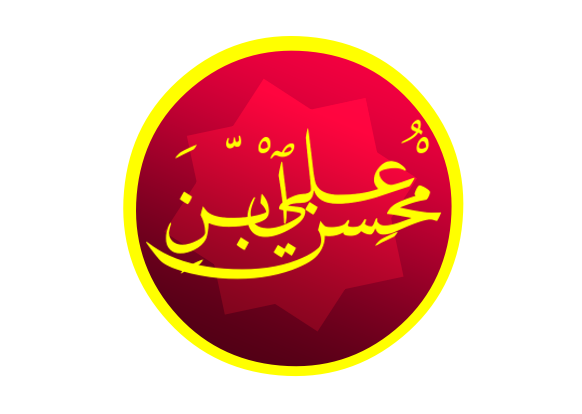
Muhsin ibn Alis namn på arabiska.

Muhsin ibn Ali (arabiska: مُحْسِن ٱبْن عَلِيّ), även känd som Muhassin, var en son till Ali ibn Abi Talib och Fatima bint Muhammed, och därmed dotterson till den islamiske profeten Muhammed. Vissa historiker förnekar Muhsin ibn Alis existens, medan andra betonar det. Vissa lärda som betonar hans existens anser att han dog ung, och vissa anser att han dog då Fatima fick missfall. Enligt shiamuslimsk tradition hade Fatima och Ali en tredje son utöver Hasan och Husayn som hette Muhassin och som dog som spädbarn, och han anses ha dött som martyr. Bland annat har de sunnitiska lärda al-Tabari och Ibn al-Athir sagt att Fatima fick en son vid namn Muhsin som dog ung.
Enligt en sunnitisk lärd känd som Nadham Mu'tazili dog Muhsin då han var i Fatimas mage efter att Fatima blev slagen i magen och fick missfall dagen då lojalitet skulle sväras till den förste kalifen Abu Bakr. En annan sunnitisk lärd känd som Ibn Abi Darem har nämnt att Umar ibn al-Khattab sparkade på Fatima så att hon fick missfall, och att barnet hon hade i magen hade fått namnet Muhsin.